# MPSB 17 und 18
Die Lokomotiven MPSB 17II–18II waren Lokomotiven der Heeresfeldbahn und fuhren von 1934 an bis zum Ende des Zweiten Weltkrieges bei der Mecklenburg-Pommerschen Schmalspurbahn (MPSB). Danach wurden sie als Reparationen an die UdSSR abgegeben. Ihr weiteres Schicksal ist nicht bekannt.

## Geschichte
Die Lokomotiven wurden zu einem nicht bekannten Zeitpunkt als Tenderlokomotiven für die Heeresfeldbahn mit den Bezeichnung 2638 sowie 2644 in Dienst gestellt. Geliefert wurden sie an das Betriebswerk Rehagen/Klausdorf. 1934 wurden sie von der MPSB gekauft und waren vorrangig im Güterzug- oder Rangierdienst eingesetzt, die Lokomotive 18II ausschließlich auf den Bahnhöfen Anklam und Anklam Hafen.
Vor ihrem Einsatz bei der MPSB wurden sie zu Schlepptenderlokomotiven umgebaut. Beide Maschinen wurden nach dem Zweiten Weltkrieg an die UdSSR abgegeben.

## Konstruktion
Unter den MPSB-Lokomotiven waren sie die Lokomotiven mit den meisten Antriebsachsen. Sie hatten Luttermöller-Achsantrieb auf die erste und die fünfte Achse. Diese waren in einem Außenrahmen gelagert, die mittleren drei Achsen waren fest angeordnet. Die Vorräte waren ursprünglich in seitlichen Kästen neben dem Kessel gebunkert, ab 1934 im Schlepptender.
Der Langkessel bestand aus drei Schüssen. Der erste Schuss trug den vorderen Sandkasten, der zweite Schuss den Dampfdom und der dritte Schuss den hinteren Sandkasten.